# كلير برتراند
كلير برتراند (بالفرنسية: Claire Bertrand)‏ هي رسامة فرنسية، ولدت في 1890 في سيفر في فرنسا، وتوفيت في 1969.